# IZArc
IZArc é um compressor de arquivos gratuito desenvolvido por Ivan Zahariev para a plataforma Microsoft Windows. Entre as principais funções estão: teste de arquivos, criação de arquivos divididos, arquivos auto-descompactáveis, criptografia de arquivos e alteração da codificação de arquivos. A compatibilidade de arquivos que podem ser aberto com o programa abrange os arquivos 7Z, A, ACE, ARC, ARJ, B64, BH, BIN, BZ2, BZA, C2D, CAB, CDI, CPIO, DEB, ENC, GCA, GZ, GZA, HA, IMG, ISO, IZE, JAR, LHA, LIB, LZH, MBF, MDF, MIM, NRG, PAK, PDI, PK3, RAR, RPM, TAR, TAZ, TBZ, TGZ, TZ, UUE, WAR, XXE, YZ1, Z, ZIP e ZOO.